# هوريو-جي

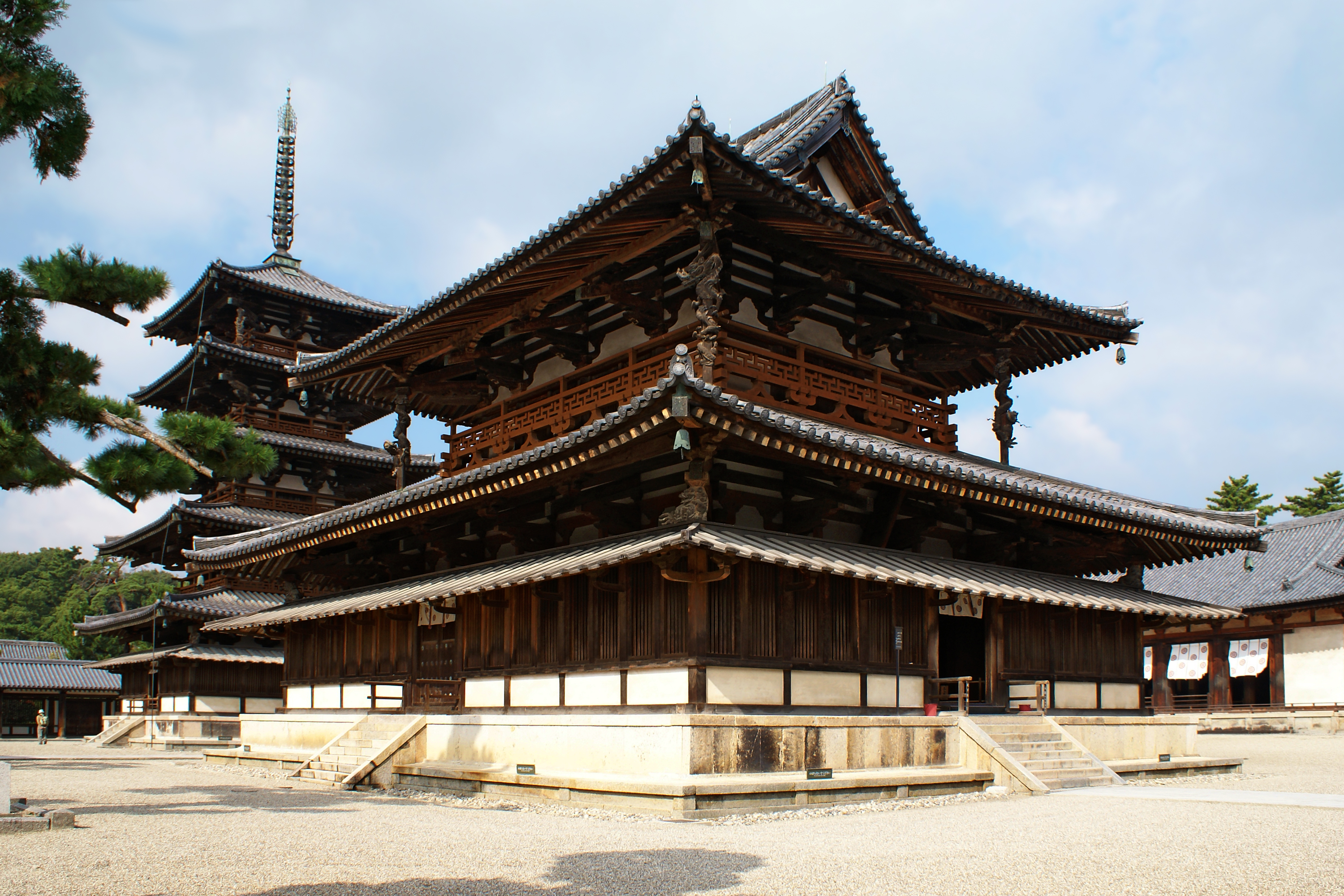
هوريو-جي.

هوريو-جي (باليابانية: 法隆寺) تعني حرفيًا «معبد القانون المزدهر» هو معبد بوذي في إكاروغا، محافظة نارا، اليابان. الاسم الكامل للمعبد هو (法隆学問寺 هوريو غاكومون جي) وتعني «معبد تعليم القانون المزدهر» وتأتي هذه التسمية لأن هذا المعبد كان له دور تعليمي بالإضافة إلى دوره الديني. يعتبر هذا المعبد أحد أقدم الأبنية الخشبية في العالم وأحد أشهر المعابد في اليابان. تم إقرار معبد هوريو-جي كأحد مواقع التراث العالمي، وأدرج في قائمة الكنوز الوطنية اليابانية.

## روابط خارجية
- 43549741 هوريو-جي على خريطة الشارع المفتوحة